# Hans Bühler
Pour les articles homonymes, voir Bühler.
Hans Bühler, né le 12 avril 1893 et mort le 1er juin 1967, est un cavalier suisse de concours complet et de saut d'obstacles.

## Biographie
Hans Bühler participe aux Jeux olympiques d'été de 1924 à Paris au cours duquel il est médaillé d'argent olympique en saut d'obstacles par équipe avec le cheval Sailor Boy.
Il est le père du cavalier Anton Bühler.